# Estudios de Historia Novohispana
Estudios de Historia Novohispana es una revista científica del Instituto de Investigaciones Históricas de la Universidad Nacional Autónoma de México (UNAM). Es editada cada 6 meses desde 1966 y está dedicada al estudio del periodo histórico del Virreinato de la Nueva España. Además de investigación original, la revista incluye reseñas críticas sobre la producción historiográfica. Fue fundada y dirigida hasta 1974 por la investigadora Josefina Muriel.